# Panoz DP09
La Panoz DP09 è una vettura da competizione realizzata dalla Panoz nel 2008.

## Sviluppo
La vettura è stata realizzata per essere impiegata nel campionato Superleague Formula, speciale campionato riservato a vetture sponsorizzate da famosi club calcistici.

## Tecnica
La linea della vettura venne disegnata da Simon Marshall e Nick Alcock ed era dotata di un telaio monoscocca in fibra di carbonio. Come propulsore era equipaggiato un Menard 4.2 V12 Rear dalla potenza di 750 cv gestito da un cambio Hewland LSFA sequenziale a sei marce. L'impianto frenante era costituito da quattro freni a disco ventilati, mentre le sospensioni erano composte da bracci trasversali in acciaio e carbonio, doppi ammortizzatori e configurazione pushrod nella sezione anteriore, mentre in quella posteriore erano presenti quadrilateri con configurazione pushrod.

## Attività sportiva
La DP09 corse in tutte le stagioni della Superlegue Formula tra il 2008 e il 2011. le quattro edizioni, per quanto concerne la squadra di calcio, vennero vinte rispettivamente dal Beijing Guoan, dal Liverpool F.C., dal R.S.C. Anderlech e dal Team Australia, mentre per quanto riguarda i piloti, due edizioni vennero vinte dall'italiano Davide Rigon, una dallo spagnolo Adrián Vallés e una dall'australiano John Martin.